# 本尔德
本尔德（Benld）是美国伊利诺伊州马库平县城市。2000年普查时人口为1541人，676户人家，98.25%的人口是白人，14.3%的人口生活在贫困线以下。该市的名字来源于其创建者本杰明·多尔西（Benjamin L. Dorsey，1895年6月19日逝世）。多尔西负责获得的土地以建立该镇，并获得煤炭开采权。1938年9月29日，镇上曾落进一颗陨石。市内有小学一座，曾于2009年因地势下沉被毁。

## 貝內爾隕石

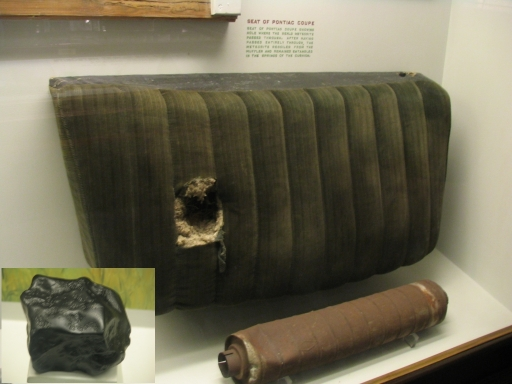
被貝內爾隕石擊中的汽車坐墊和消聲器。這顆隕石是1938年墜落在美國伊利諾州貝內爾的墜落隕石。插圖就是這顆隕石。

在1938年9月29日，一顆隕石墜落在貝內爾，這是在伊利諾州留下有紀錄，被保存的第三顆隕石。這顆隕石也是少數幾顆已知擊中人造物體的隕石，它擊中了愛德華麥凱恩車庫的屋頂，打穿了一個洞，並且嵌入他的1928年份的龐帝克轎跑車的座位上。他的鄰居，Mrs. Carl Crum，就站在大約50英尺的距離上，她可能是歷史上最靠近墜落的隕石而未被擊中的人。這顆隕石和這輛轎車的一部分現在展示在芝加哥的菲爾德自然歷史博物館。